# Idiops rohdei
Espèce
Idiops rohdei est une espèce d'araignées mygalomorphes de la famille des Idiopidae.

## Distribution
Cette espèce est endémique du département d'Amambay au Paraguay,.

## Description
Le mâle décrit par Fonseca-Ferreira, Guadanucci, Yamamoto et Brescovit en 2021 mesure 6,3 mm et la femelle 13,9 mm.

## Étymologie
Cette espèce est nommée en l'honneur de Richard Rohde.

## Publication originale
- Karsch, 1886 : « Araneologisches aus Süudamerika. » Berliner entomologische Zeitschrift, vol. 30, p. 92-94 (texte intégral).